# Pamiatka
Pamiatka (en rus: Памятка) és un poble (un possiólok) de l'óblast de Saràtov, a Rússia, segons el cens del 2010 tenia 271 habitants. Pertany al districte municipal de Romànovka.